# Eythra

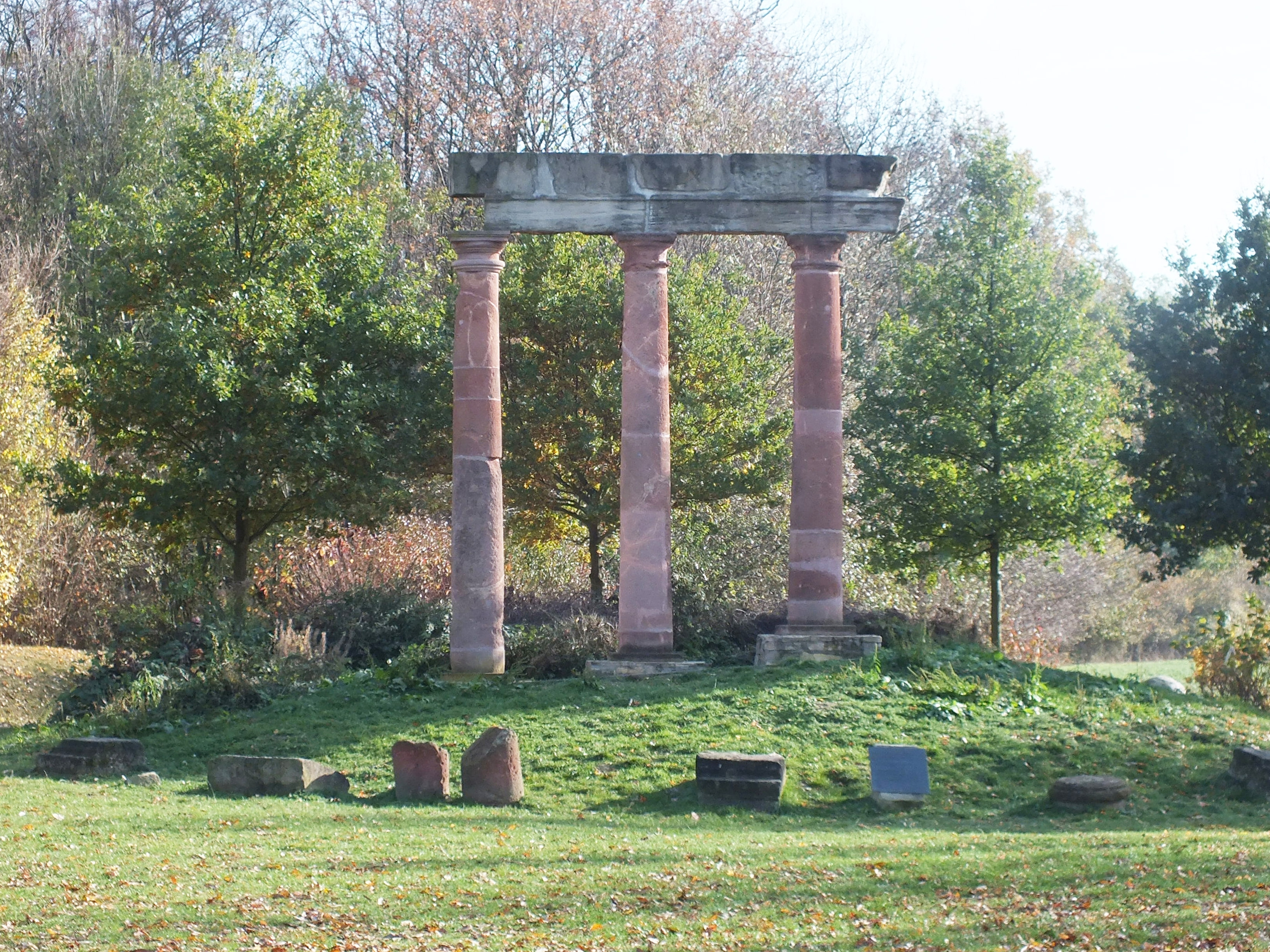
Einziger baulicher Zeuge von Eythra ist die künstliche Ruine „Trianon“ am Ende der historischen Lindenallee

Eythra war ein Dorf südlich von Leipzig. Es gehörte administrativ zum Kreis Leipzig-Land im Bezirk Leipzig. Zu Beginn der 1980er Jahre musste das gesamte Dorf dem Braunkohlebergbau weichen und wurde durch den Tagebau Zwenkau überbaggert. 1988 wurden die devastierten Fluren von Eythra und seines Ortsteils Bösdorf nach Knautnaundorf eingemeindet, mit dem sie 1999 zur Stadt Leipzig kamen.

## Lage und Ortstypik

Eythra auf einer Karte von 1906

Eythra lag in der Leipziger Tieflandsbucht am westlichen Rand der Aue der Weißen Elster. Es war etwa 13 Kilometer in südsüdwestlicher Richtung von der Stadtmitte Leipzigs und 2,5 Kilometer in nordwestlicher Richtung von Zwenkau entfernt. Nahe am Ort verlief der Elstermühlgraben, während die Weiße Elster wenige hundert Meter weiter östlich den Rand des Auwaldgebietes Eichholz bildete. Auf den übrigen Seiten war Eythra von Feldfluren umgeben.
Die Nachbarorte waren, von Norden in Uhrzeigerrichtung beginnend, Bösdorf, Zwenkau, Großdalzig, Zitzschen. Kitzen, mit denen Eythra über Straßen verbunden war, lag im Westen des Orts. Westlich des Ortes führte die Eisenbahnlinie Leipzig–Zeitz vorbei, an der Eythra seit 1873 auch einen Bahnhof besaß.
In der Mitte des Ortes befand sich das Rittergut mit Schloss und Park. Westlich davon verliefen zunächst zwei Straßen mit den ehemaligen bäuerlichen Anwesen. Die Anwesen an der Straße nach Zwenkau zwischen Mühlgraben und Elster mit dem Gasthof Grüne Eiche hießen Alte Mühle. Erweiterungen folgten in Richtung Bahnhof, und mit einer großen Eigenheimsiedlung aus den 1930er Jahren wandelte sich Eythra zunehmend von einem Dorf zu einem Ort mit fast kleinstädtischem Charakter.

## Geschichte

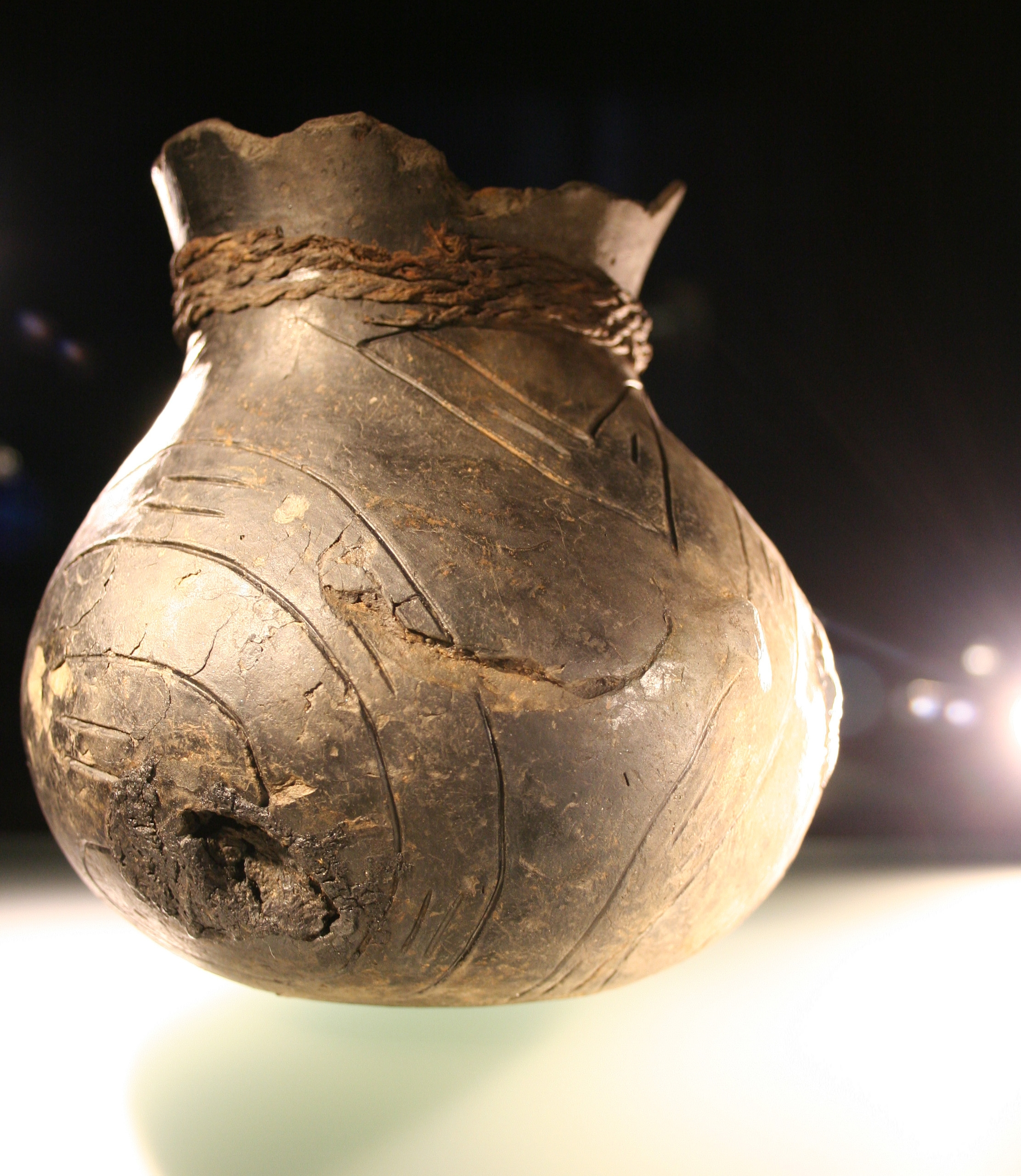
Linienbandkeramik aus den Eythraer Funden

### Vorgeschichte
Das Gebiet von Eythra war bereits in vorgeschichtlicher Zeit besiedelt. Durch die Devastierung des Ortes im Vorfeld des Tagebaus wurden archäologische Grabungen ermöglicht, die eine reichliche Ausbeute an Funden lieferten. Die Ergebnisse reichen bis in die Jungsteinzeit. Zwischen 1993 und 2003 wurde die größte zusammenhängende Siedlung aus der Zeit der Linienband- und der Stichbandkeramik (5500–4500 v. Chr.) in Mitteleuropa aufgedeckt. Pfostenlöcher und Siedlungsgruben konnten rund 300 Häusern zugeordnet werden. So lässt sich an dem bis zu 1000 Jahre besiedelten Fundplatz Eythra die Entwicklung des Hausbaus von der Linien- zur Stichbandkeramik belegen. Aus Graben- und Palisadenwerken konnten rund 120.000 Scherben und 8000 Silices (Feuersteinteile) sowie aus mehreren bis zu fünf Meter tiefen hölzernen Brunnen auch Behälter aus organischem Material geborgen werden. Das Fundmaterial wird in einem Projekt der Deutschen Forschungsgemeinschaft aufgearbeitet.
Mit dem Fundplatz Eythra gewinnt der Name Eythra nach der Liquidierung des Dorfes nochmals wesentliche Bedeutung.

### Das Dorf
| Bevölkerungsentwicklung | Bevölkerungsentwicklung |
| Jahr                    | Einwohner               |
| ----------------------- | ----------------------- |
| 1562                    | 29 Höfe                 |
| 1764                    | 30 Höfe                 |
| 1834                    | 805                     |
| 1871                    | 863                     |
| 1910                    | 2012                    |
| 1925                    | 2303                    |
| 1939                    | 2989                    |
| 1946                    | 3237                    |
| 1950                    | 3345                    |
| 1964                    | 2802                    |
| 1970                    | 2640                    |

In den ältesten Erwähnungen wird nicht zwischen Dorf und Herrensitz unterschieden. Um 1200 wird aber rein dorfbezogen vom Bau einer „neuen Kapelle“ am Standort der späteren Kirche berichtet, welche 1317 als „Pfarrkirche Eythra“ bezeichnet wird. Für sie entstanden um 1480/1500 jene Figuren eines Flügelaltars, die nach der Reformation zum Teil in Museen gelangten (siehe unten). 1739/40 wurde die Kirche vergrößernd umgebaut und der bisherige Dachreiter durch einen Turm an der Westseite ersetzt. Einhundert Jahre später wurde die Kirche renoviert und im Inneren umgestaltet, wozu die Rittergutsbesitzerfamilie Anger wesentlich betrug.
Bei einer Kirchenvisitation 1545 wurde erstmals in Eythra ein Schulmeister erwähnt. Dass sich das Schulwesen weiter entwickelt haben muss, zeigt die Tatsache, dass 1786 durch den Gutsherren eine „Industrie- und Gewerbeschule“ eingerichtet wurde. Um 1800 folgten eine Mädchenschule und 1825 ein Schulneubau. 1885 wurden eine Kinderbewahranstalt für 100 Kinder sowie die „alte“ Schule und 1901 die „neue“ Schule erbaut, an der 1923/1924 auch Max Schwimmer unterrichtete.

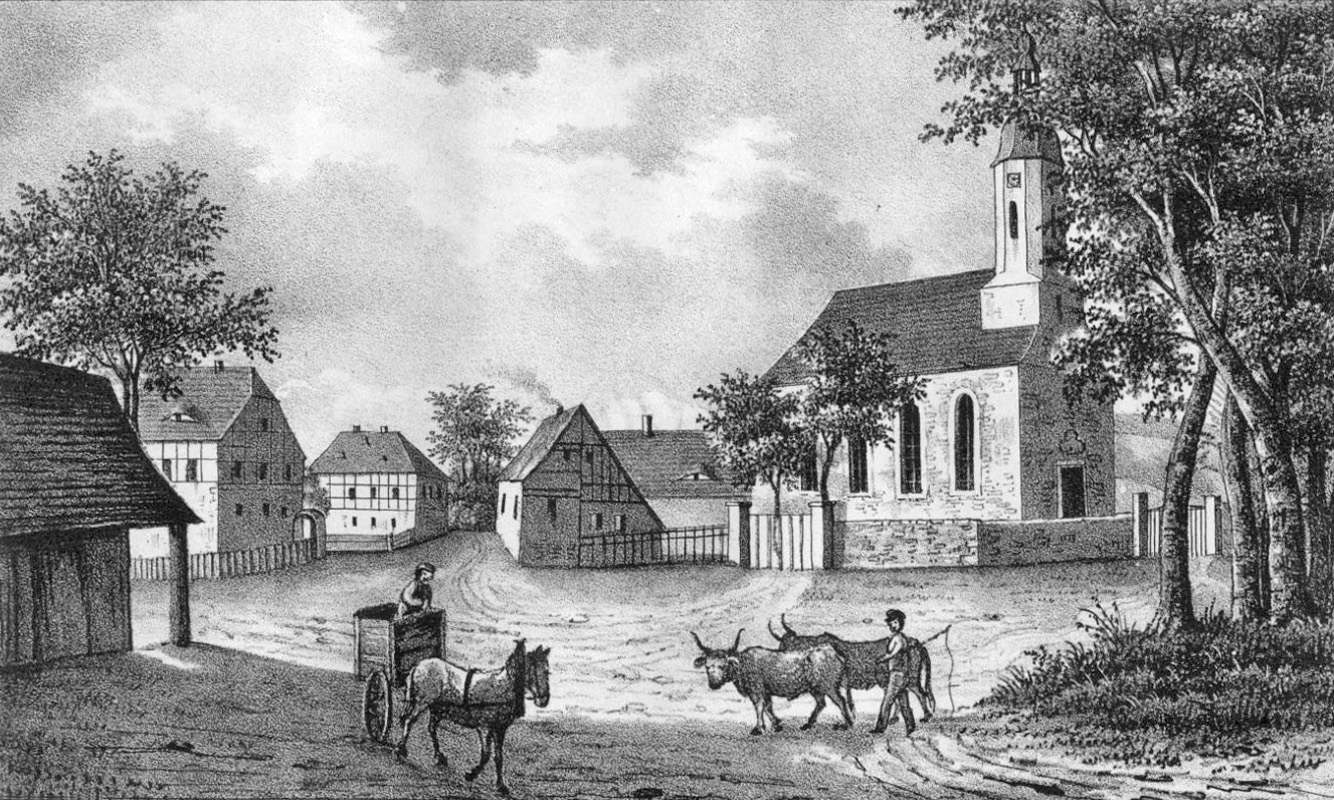
Eythra um 1840
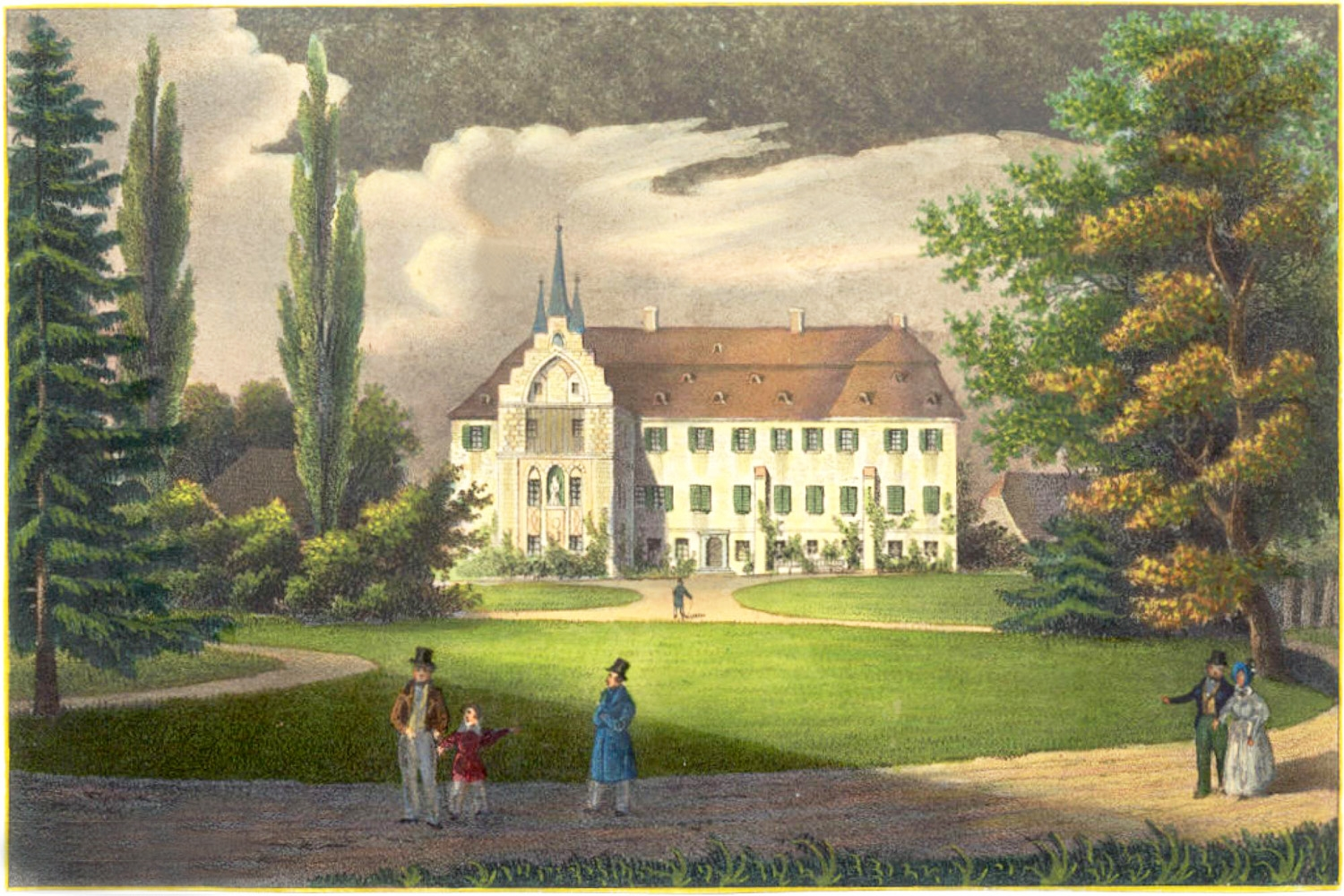
Das Schloss vor 1840
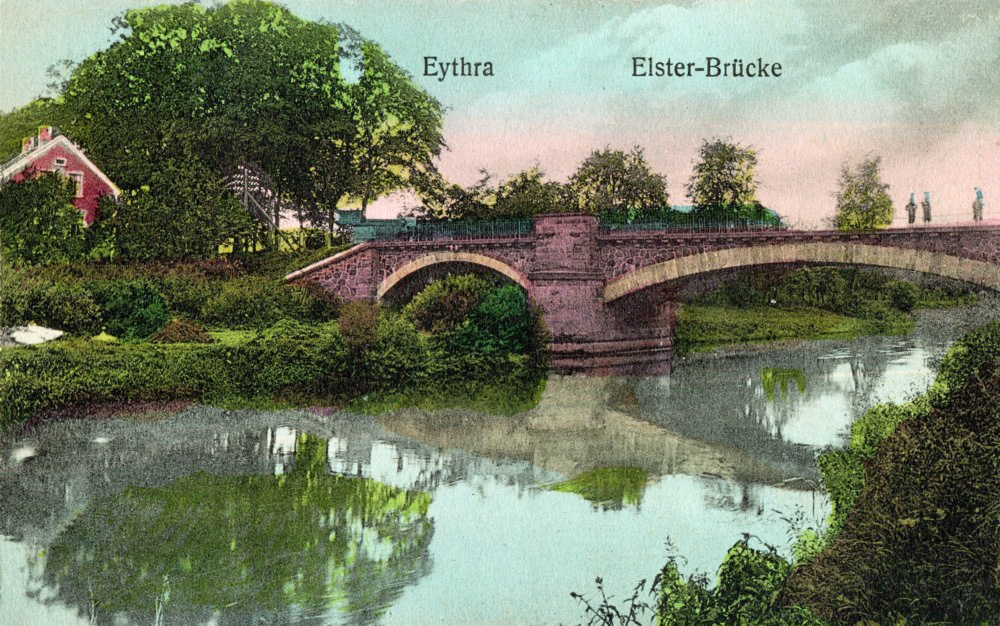
Die Elsterbrücke
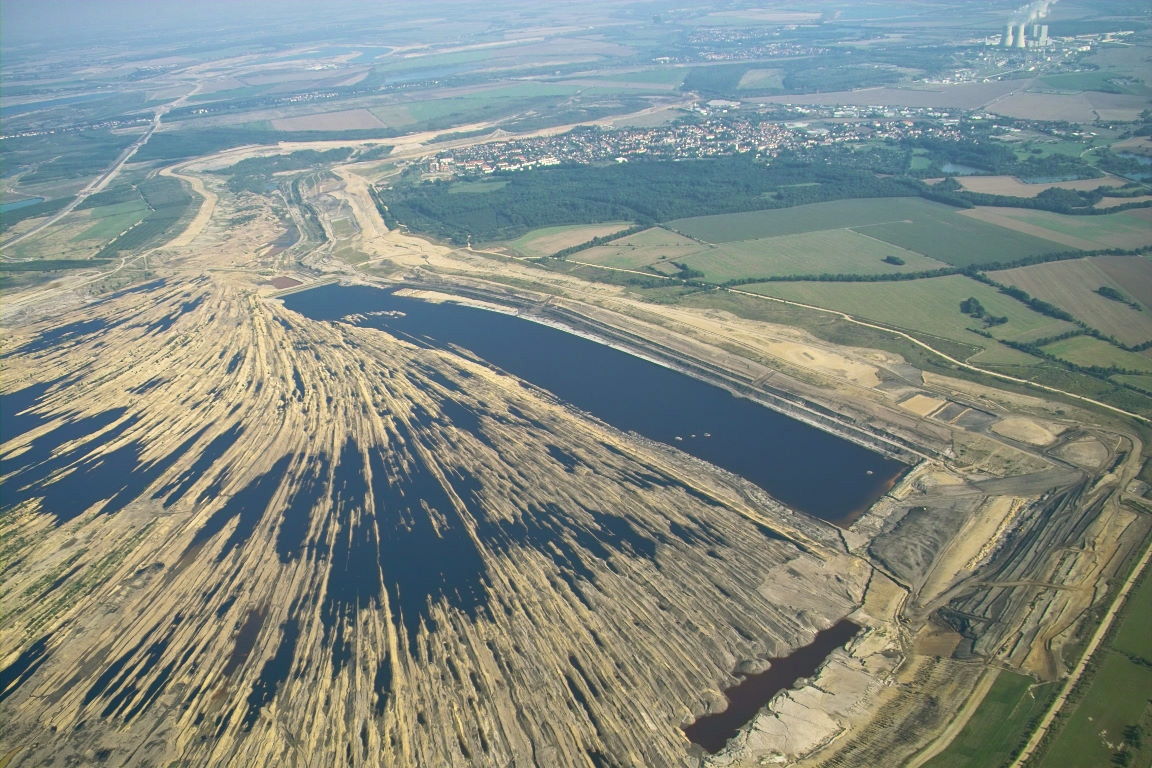
Hier war einmal Eythra, der stillgelegte Tagebau 2005

Durch die Lage an der Weißen Elster hatte Eythra häufig unter Hochwassern zu leiden. Ein solches zerstörte 1551 die alte Mühle an der Elster. Ein Mühlgraben mit der neuen Mühle wurde errichtet. Die Elsterbrücke musste mehrfach erneuert werden, bis sie 1868 aus Stein ausgeführt wurde. Auch andere Nöte hatte das Dorf zu überstehen: Pestepidemien in den Jahren 1437–1439, 1611, 1633 und 1637 dezimierten die Bevölkerung. Kriege brachten Not und zum Teil auch Zerstörung über das Dorf: 1430 die Hussiten, 1446–1451 der Sächsische Bruderkrieg, 1633 und 1640 Tote und Plünderungen durch Aktionen im Dreißigjährigen Krieg, 1706 im Nordischen Krieg bedrohten die Schweden Eythra, ab 1806 Belastungen durch französische Einquartierungen, 1870/71 Teilnahme von 30 Eythraern am Deutsch-Französischen Krieg, 58 Tote im Ersten Weltkrieg und im Zweiten Weltkrieg nicht nur Tote an der Front, sondern auch 23 bei Luftangriffen.
Eine denkwürdige Tat vollbrachte der Eythraer Kantor Johann Christof Leuschner, als er nach dem Überfall auf die Lützower Jäger am 17. Juni 1813 bei Kitzen 17 von ihnen im Eichholz versteckte und ihnen zur Flucht nach Halle verhalf. Fast 50 Jahre später veröffentlichte er seine Geschichte in der Zeitschrift Die Gartenlaube.
Eythra gehörte bis 1815 zum hochstift-merseburgischen Amt Lützen, das seit 1561 unter kursächsischer Hoheit stand und zwischen 1656/1657 und 1738 zum Sekundogenitur-Fürstentum Sachsen-Merseburg gehörte. Durch die Beschlüsse des Wiener Kongresses kam der Westteil des Amts Lützen im Jahr 1815 zu Preußen. Das mit dem Ostteil des Amts Lützen beim Königreich Sachsen verbliebene Eythra wurde 1815 dem Kreisamt Leipzig zugeordnet. Es kam 1856 zum Gerichtsamt Zwenkau und 1875 zur Amtshauptmannschaft Leipzig. Mit der Gründung der Bezirke der DDR 1952 gehörte es zum Kreis Leipzig-Land im Bezirk Leipzig.
Während Eythra bis ins 19. Jahrhundert vorwiegend landwirtschaftlich geprägt war, kam es Anfang des 20. Jahrhunderts zu einer gewissen Industrialisierung und zur Wandlung zum Wohnort für Beschäftigte in der nahen Großstadt Leipzig, was auch an der Entwicklung der Einwohnerzahl zu erkennen ist. Bereits Ende des 19. Jahrhunderts gab es eine Pappenfabrik, 1923 wurde die Gießerei Johannes Habscheid gegründet und 1924 die Eisengießerei und das Metallwerk Hermann Richter, die 1946 enteignet wurden.
Die Landwirtschaft nahm die für die DDR übliche Entwicklung: 1952 Gründung von LPGs Typ I, 1955 Zusammenschluss zum Typ III, 1960 Zusammenlegung mit der Bösdorfer LPG und 1972 Eingliederung in die Kooperative Abteilung Pflanzenproduktion (KAP).
1970 wurde Eythra im Vorfeld des Tagebaus Zwenkau zum Bergbauschutzgebiet erklärt. In Vorbereitung der bergbaulichen Tätigkeit wurden die Elster und die Eisenbahnlinie nach Westen verlegt. 1977 war die Elsterverlegung abgeschlossen. 1982 begann die Aussiedlung der noch etwa 2100 Einwohner von Eythra. Etwa 60 % von ihnen zogen in Plattenbauten nach Leipzig-Grünau. 1984 erfolgten die Auflösung der Kirchgemeinde und die Umbettung des Friedhofs in ein Sammelgrab auf dem Leipziger Südfriedhof. Mitte 1986 war die Aussiedlung abgeschlossen. Die Häuser wurden abgerissen und der Tagebau überzog das ehemalige Eythra. 1998 kam der Tagebau zum Erliegen, und die Fläche von Eythra befindet sich heute in dem im Tagebaurestloch entstandenen Zwenkauer See.
Bereits 1974 war Bösdorf nach Eythra eingemeindet worden. Dieses wurde bereits vor Eythra zwischen 1980 und 1982 ausgesiedelt. Am 1. Juli 1988 wurde das Gebiet des ehemaligen Ortes Eythra in die Gemeinde Knautnaundorf umgegliedert. Seit 1999 gehört das Eythraer Gebiet teilweise zu Zwenkau und zu Leipzig.

## Erinnerungen an Eythra
Als Erinnerungen „vor Ort“ existieren noch etwa zwei Drittel der historischen Lindenallee und das Trianon. Die Lindenallee ist nach Verwilderung während des Tagebaubetriebs wieder in einen für Spaziergänger passierbaren Zustand versetzt worden und wird weiter gepflegt. Das 1986 eingelagerte Trianon ist 2002 an seiner alten Stelle wieder errichtet worden. Außerdem finden sich an dem Platz zusammengetragene Grenzsteine der ehemals hier verlaufenden sächsisch-preußischen Grenze und der Grabstein des Eythraer Kantors Johann Christof Leuschner, des Helfers der Lützower Jäger.

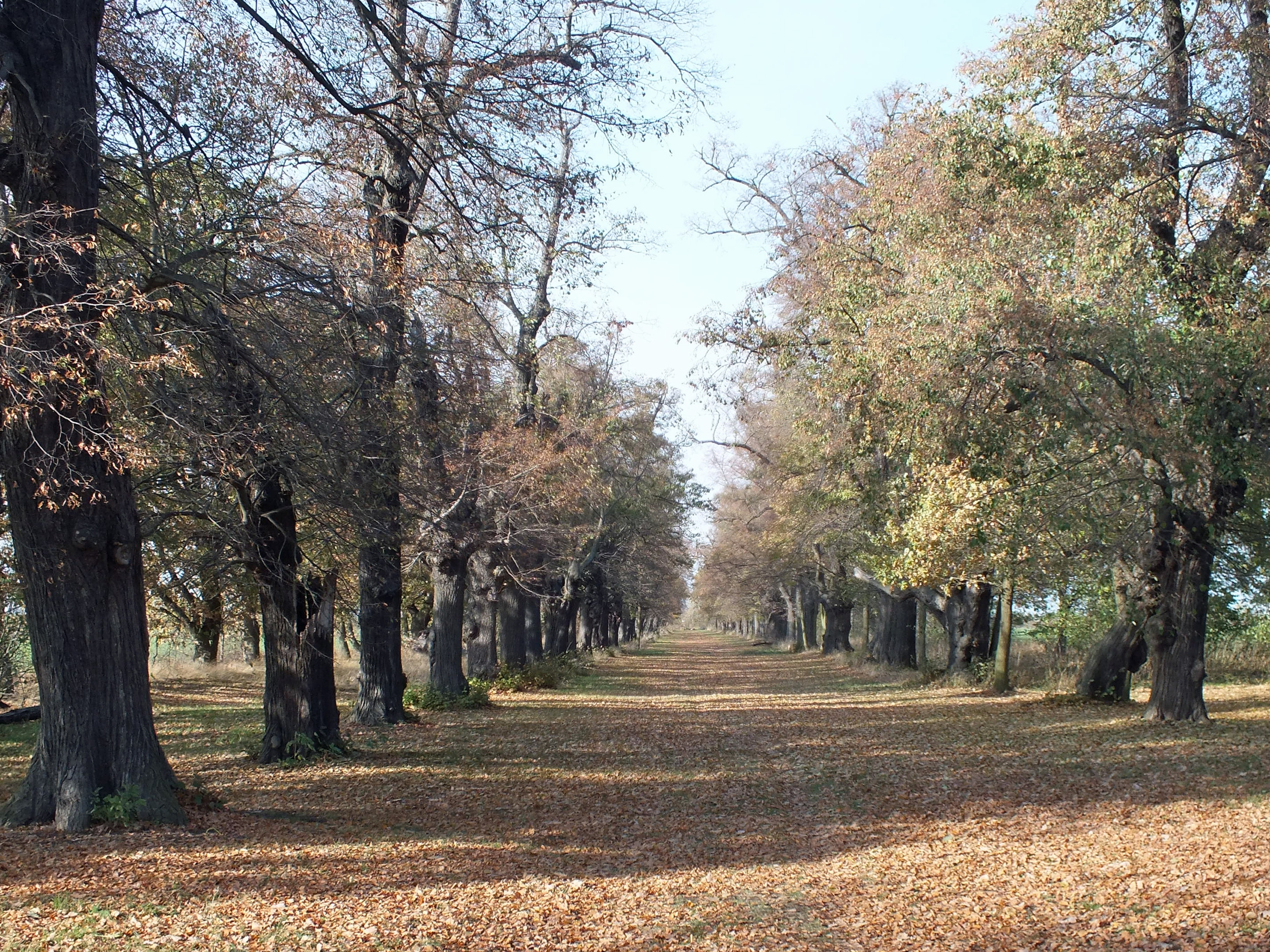
Die historische Lindenallee
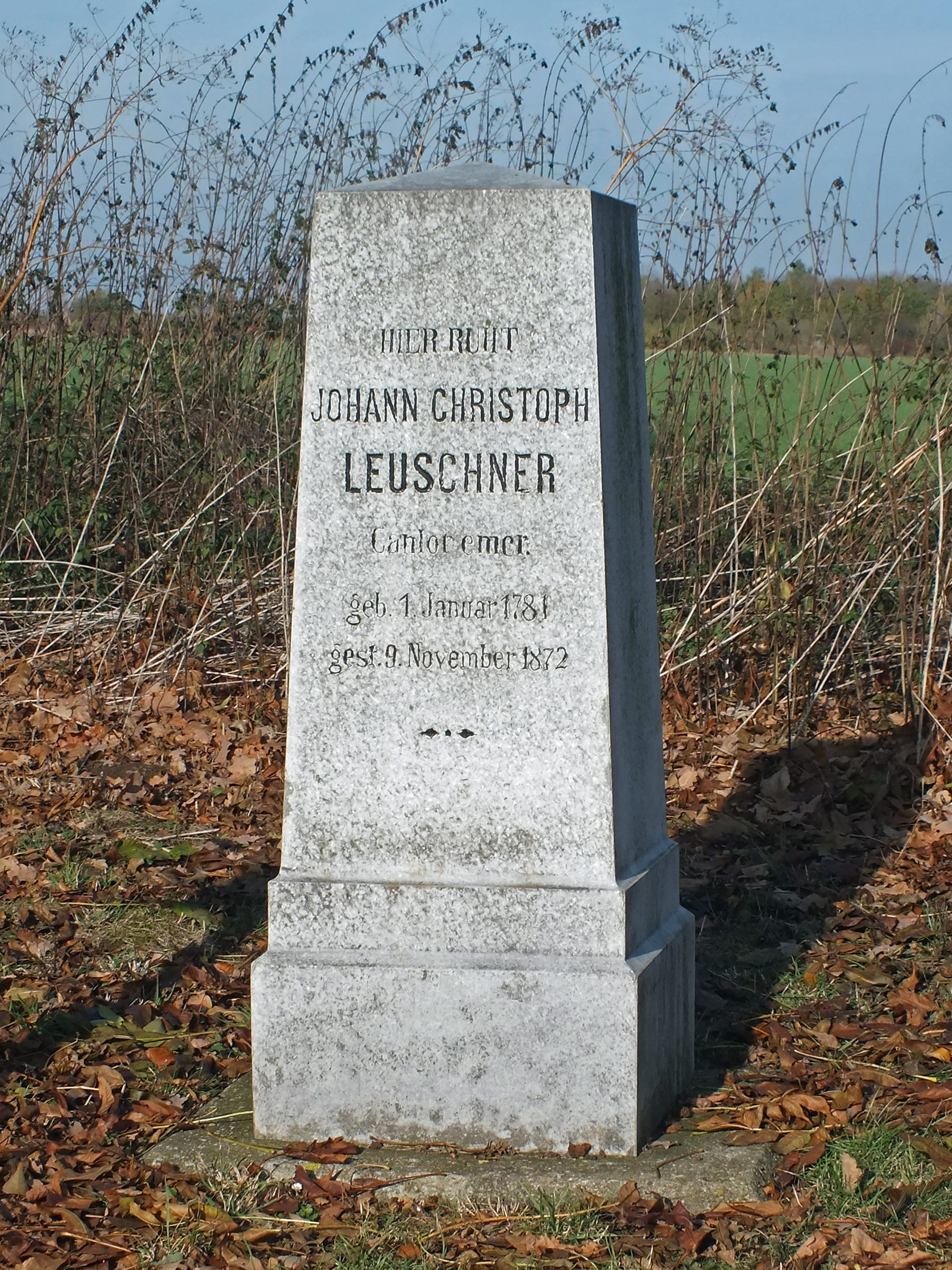
Grabstein für J. Chr. Leuschner, Helfer der Lützower Jäger
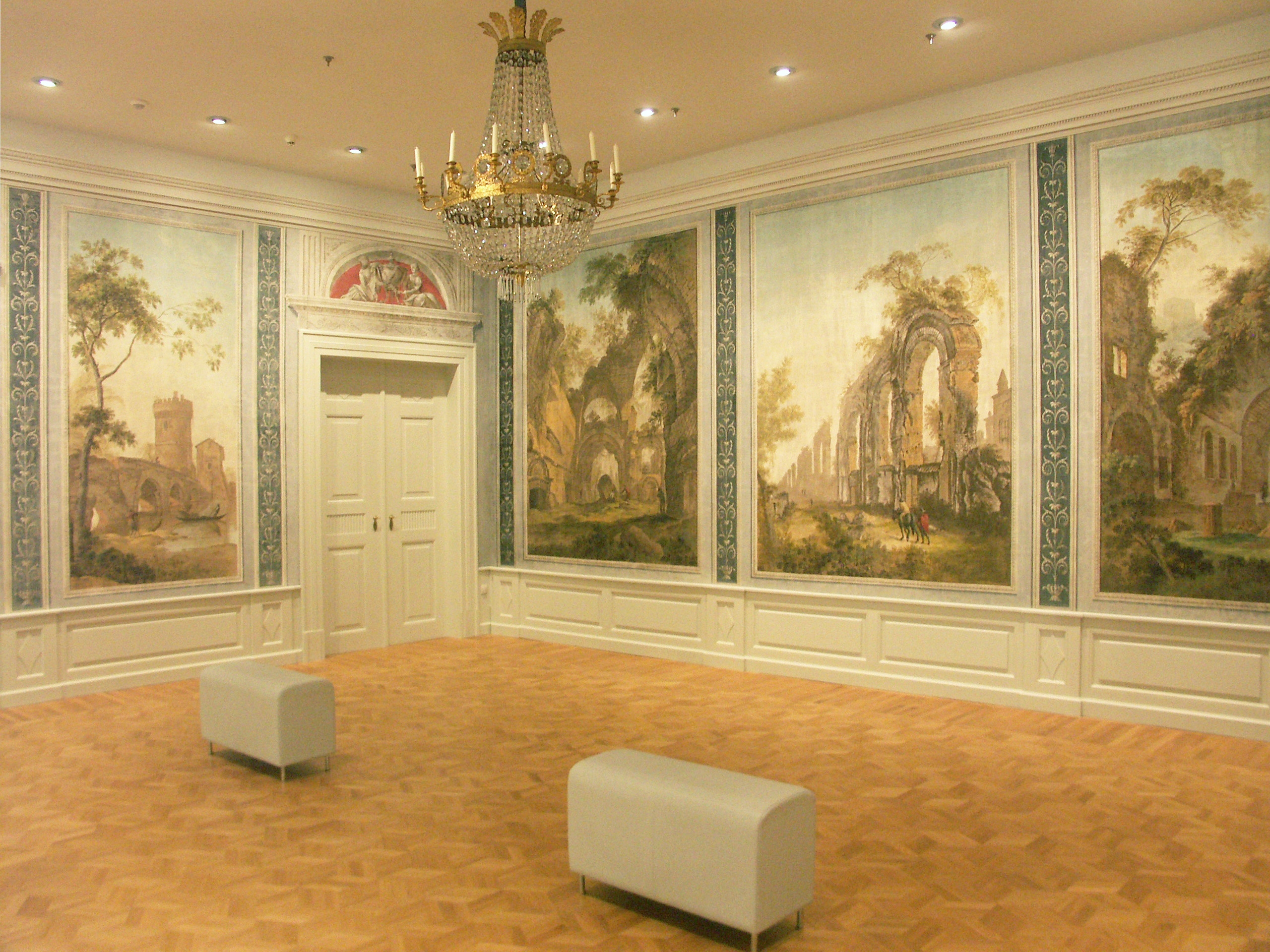
Das Römische Zimmer im Leipziger Grassimuseum
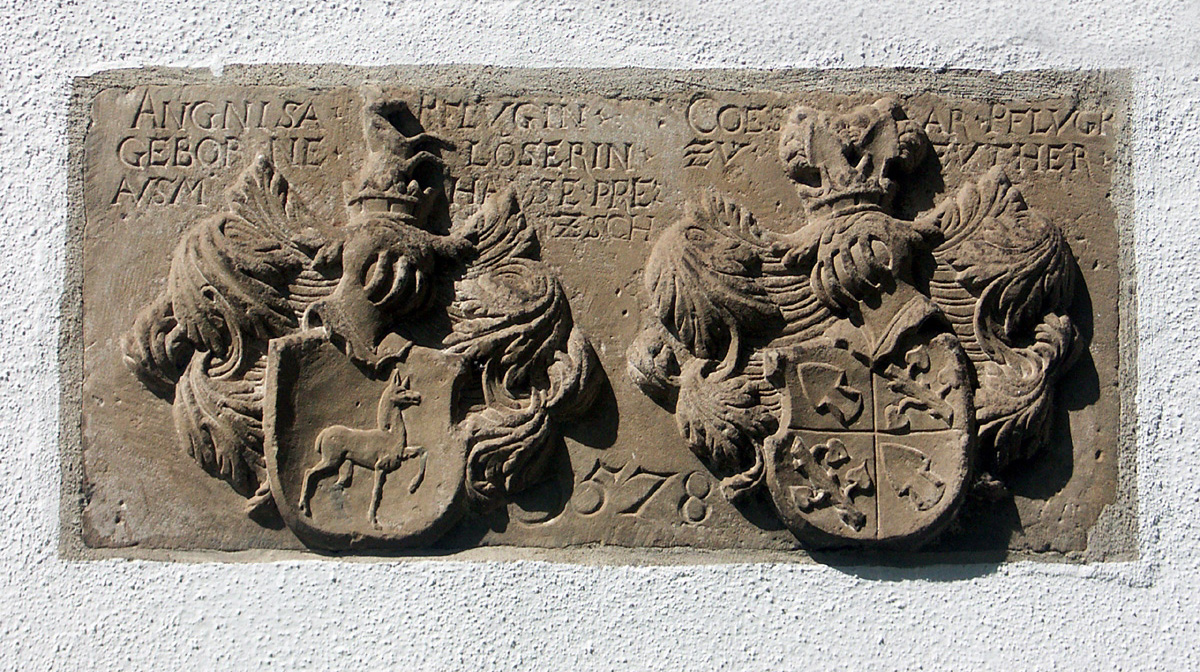
Wappenstein von der Kirche Eythra, jetzt in Knautnaundorf
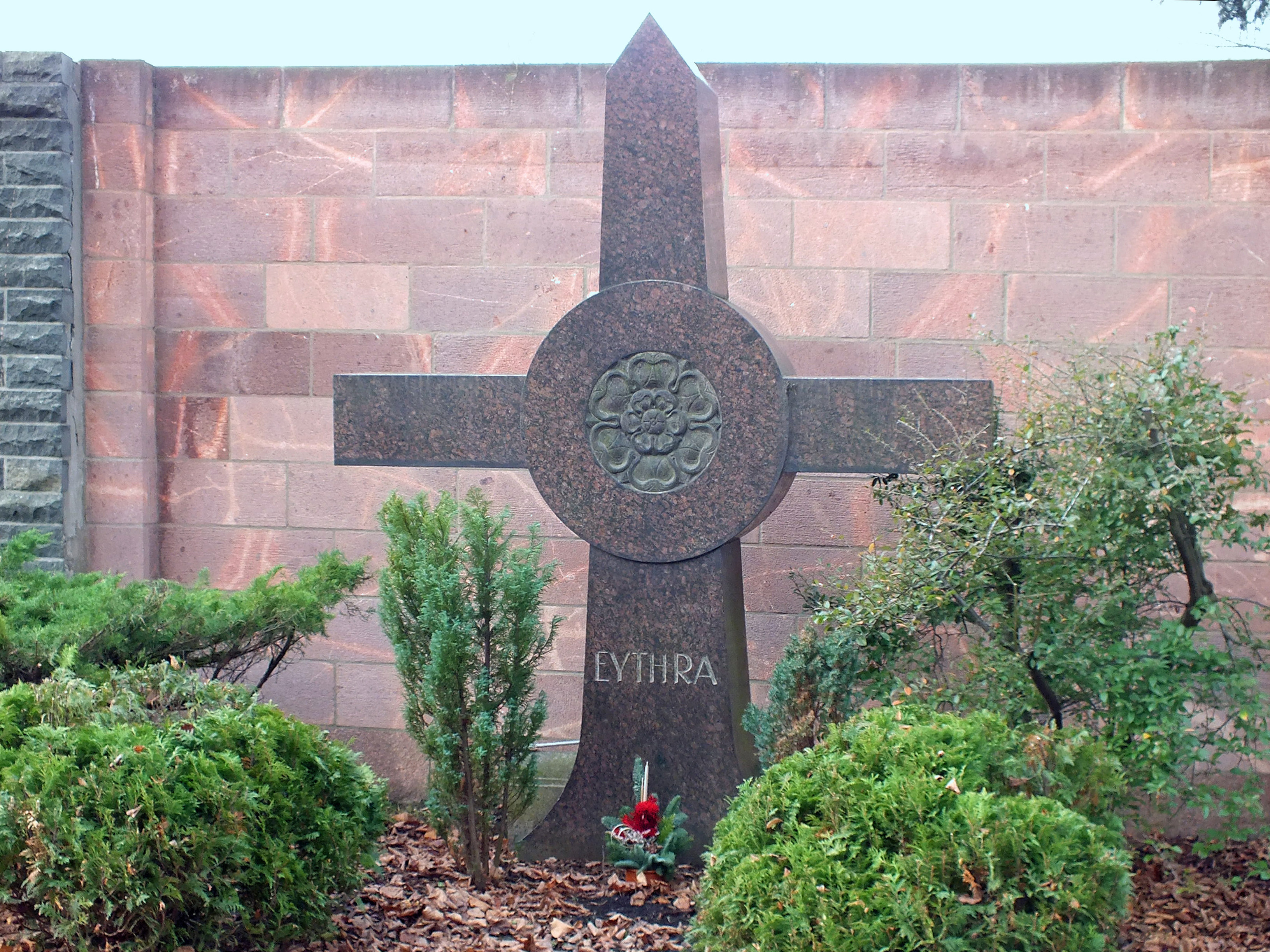
Das Sammelgrab für Eythra auf dem Leipziger Südfriedhof

Im Leipziger Grassi Museum für Angewandte Kunst sind seit 2007 im Sammlungsteil „Antike bis Historismus“ die Tapeten aus dem Römischen Saal des Schlosses Eythra ausgestellt. Ein Wappenstein von der Eythraer Kirche für Caesar Pflugk und seine Mutter Agnes, geborene Loser, die beide im gleichen Jahr 1578 gestorben sind, ist jetzt an der Andreaskapelle in Knautnaundorf angebracht. Einige schon nach der Reformation aus der Kirche Eythra entfernte Heiligenfiguren befinden sich im Stadtgeschichtlichen Museum Leipzig und ein Kruzifix aus dem 16. Jahrhundert in der Kirche in Sommerfeld. Die Glocken der Eythraer Kirche läuten nun in Wiederau, und die Ladegast-Orgel von 1875 erklingt seit 1983 in Neustadt/Harz. Die bei der Auflassung des Eythraer Friedhofs übergeführten Gebeine ruhen in einem Sammelgrab auf dem Leipziger Südfriedhof.
Die ehemaligen Bewohner von Eythra und des Nachbarortes Bösdorf treffen sich seit 2004 alle vier Jahre in Zwenkau.
Im November 2012 übergab Rudolf Binsack, der Sohn des letzten Gutsbesitzers Alfred Binsack, mehrere Archivalien aus seinem Besitz zur Verwahrung an das Staatsarchiv Leipzig, unter anderem mehrere Urkunden aus der Zeit zwischen 1527 und 1750.
Zahlreiche Impressionen aus den letzten Jahren Eythras sind in verschiedenen DEFA-Filmen erhalten geblieben, bei denen Eythra als Kulisse diente, so u. a. der Teil Der Selbstbetrug aus der Serie Polizeiruf 110.

## Persönlichkeiten

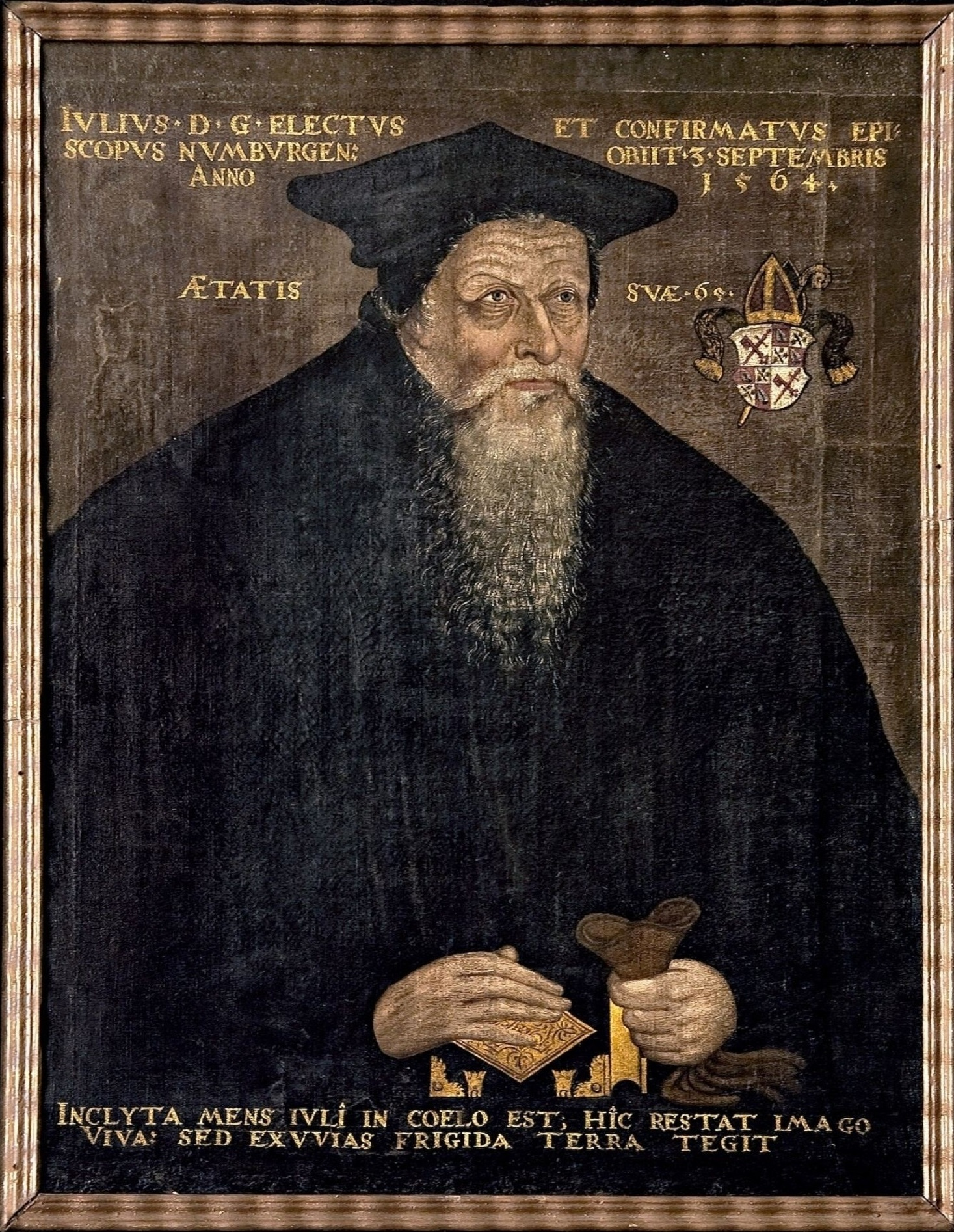
Julius von Pflug

### Söhne und Töchter des Ortes
- Christoph von Pflug († 1638), Rat und Diplomat in Oldenburg
- Julius von Pflug (1499–1564), letzter katholischer Bischof von Naumburg
- Jacob Friedemann von Werthern (1739–1806), sächsischer Diplomat, Besitzer von Gut und Schloss 1771–1806
- Charlotte Anger (1875–1957), Malerin, Grafikerin und Kunstgewerblerin, auf Gut Neuhof geb.
- Heinz Reinhold (1910–2012), Anglist und Hochschullehrer
- Maria Gangloff (* 1951), Politikerin

### Mit dem Ort verbundene Personen
- Georg von Werthern d. J. (1700–1768), starb hier auf seinem Gut
- Johanna Luise von Werthern (1752–1811; geborene Freiin vom und zum Stein), Ehefrau von Jacob Friedemann von Werthern
- Uwe Zötzsche (* 1960), der spätere DDR-Fußballnationalspieler begann seine Laufbahn bei der BSG Motor Eythra
- Jens Büchner (1969–2018), Schlagersänger; wuchs in Eythra auf